# Rybaření

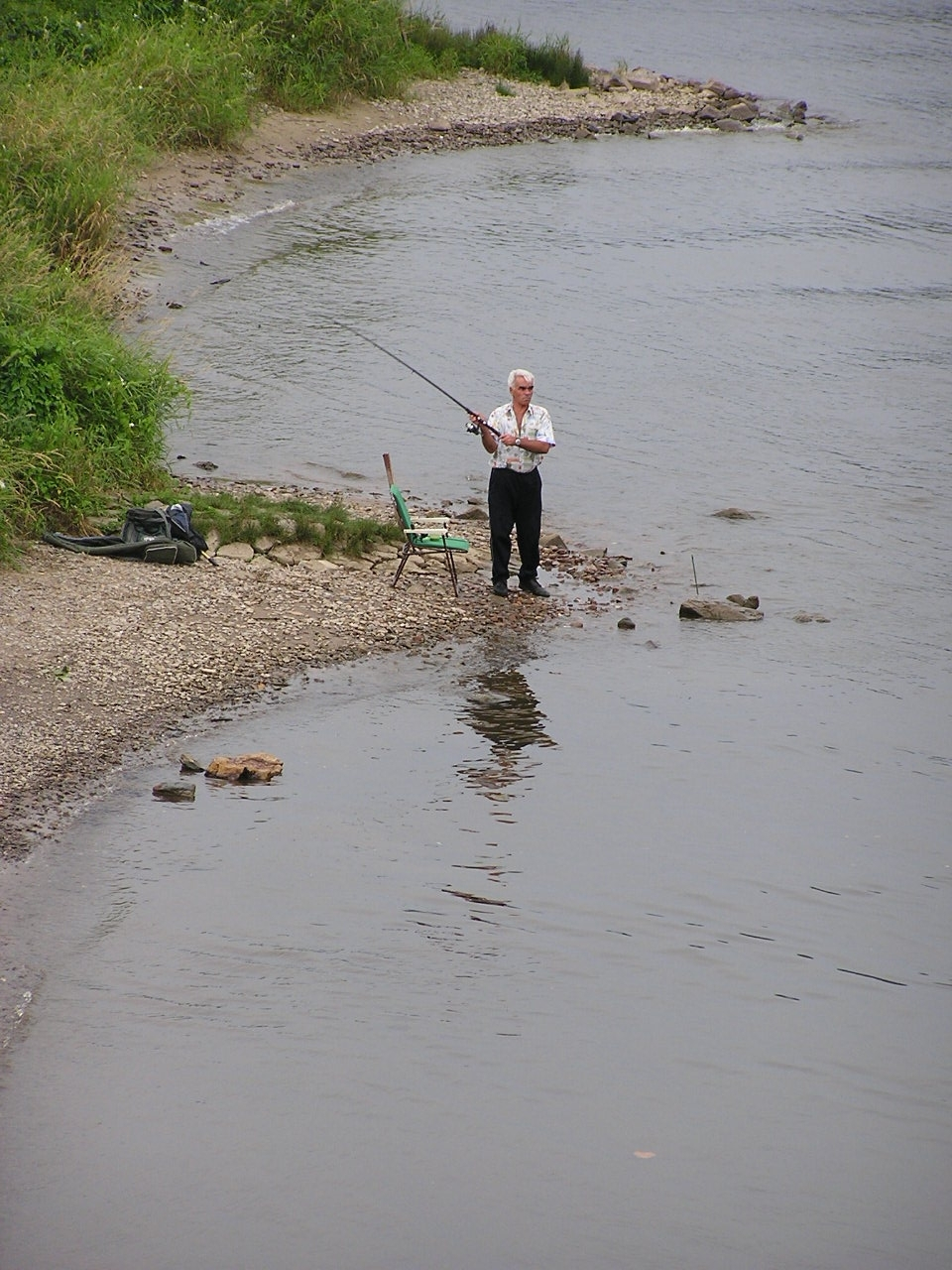
Rybaření je zálibou i sportem

Rybaření je záliba i sport spočívající v lovu ryb na udici. Občas se označuje také pojmem rybolov, ačkoliv tento termín může znamenat i průmyslový odchyt či výlov ryb z moří a rybníků. Rybaření je založeno na přirozené potřebě ryb přijímat potravu. Účelem je přimět rybu, aby spolkla nástrahu, v níž je ukrytý háček. Nástrahy mohou být i umělé.
Rybáře v České republice sdružují organizace Český rybářský svaz (ČRS) a Moravský rybářský svaz (MRS), které také obhospodařují většinu rybářských revírů. Postupně roste počet rybníků, kde rybníkáři zájemcům za poplatek umožňují lov ryb na udici.

## Historie
Ryby pomocí udic s háčky chytali již starověcí Číňané, Egypťané, Řekové a Římané. Ale také američtí indiáni, kteří vynalezli umělé dřevěné rybky. Naproti tomu umělé mušky jsou poprvé doloženy ve 2. stol. v Thrákii. Dávnou tradici mají i kovové třpytky, nejstarší doklady jsou datovány do 11. století.
První kniha o sportovním rybolovu, The Treatyse on Fysshynge with an Angle, byla napsána v Anglii roku 1496 a její autorkou byla řádová sestra Juliana Bernersová. Větší proslulosti však dosáhl spis The complete Angler od Isaaca Waltona z roku 1653. Ryby se v této době chytaly pouze na bič, tj. s prutem bez navijáku. Již v alžbětinské Anglii však byly známy různé tvary splávků a dokonce i teleskopický rybářský prut. Naviják byl vynalezen rovněž v Anglii na konci 17. stol. a jeho vzorem byl rumpál. Vynález navijáku předznamenal velký rozvoj sportovního rybaření v 19. stol. V českém prostředí se sportovní rybolov rozvíjel až od 19. stol. Málokdo ví, že nadšenou rybářkou byla operní zpěvačka Ema Destinnová.
Na rozdíl od myslivosti se rybářské motivy příliš neuplatnily v evropském výtvarném umění ani ve vážné hudbě. Naproti tomu v čínském a korejském umění jsou obrazy rybářů časté. Více se rybářské motivy uplatňují v literatuře, v českém prostředí např. v díle J. Mahena, O. Pavla a J. Tomečka.

## Druhy ryb
Ve sportovním rybářství se uplatňuje většina druhů sladkovodních i mořských ryb, kromě těch nejmenších, jež není možno lovit udicí a kromě druhů chráněných zákonem. Sladkovodní ryby se tradičně rozdělují podle druhu přijímané potravy na dravé, všežravé a býložravé. Dravé ryby se chytají na živočišné (živá a mrtvá rybka, v mimopstruhových vodách též červi, hmyz) nebo umělé nástrah (třpytky, umělé rybky, umělé mušky, gumové nástrahy). Všežravé ryby tvoří nejpočetnější skupinu. Živí se bezobratlými živočichy i rostlinami. Chytají se na živočišné (červi, hmyz) i rostlinné nástrahy. Býložravých ryb je poměrně málo druhů, chytají se hlavně na vodní rostliny (amur bílý, ostroretka stěhovavá). Zvláštní skupinu tvoří ryby, které se živí planktonem (síhové, tolstolobik), jejichž lov na udici je problematický.

## Materiály a výrobci
Posledních pár desetiletí se výrobci rybářského náčiní řadí mezi první, kteří široce využívají nové materiály, první skleněná vlákna a další kombinované materiály, kde k nejúspěšnějším patří ty, jež jsou založené na uhlíkových vláknech. Tyto lehké, pevné materiály nyní tvoří základ mnoha prutů, navijáků i ostatních potřeb.
Kvalita náčiní vyrobeného z těchto materiálů bývá často tak vynikající, že to některé lidi svádí ke tvrzení, že už téměř nezbývá žádný prostor k dalšímu zlepšování. Technologie se však všeobecně stále rozvíjejí a není důvod věřit, že by tento proces přestal mít vliv v oblasti rybaření. Průmysl, vyrábějící rybářskou výstroj, je nyní více než kdy dříve mezinárodní. Jak se dalo očekávat, jsou dnes[kdy?] na trhu nejsilnější japonští výrobci a evropské i americké společnosti nevyrábějí jen výrobky vytvořené a tvarované právě pro domácí trh, ale vyrábějí i výzbroj speciálně určenou pro vývoz. Američané například dělají pro evropský trh různé speciální pruty, včetně prutů na kapry, zatímco evropské společnosti vyrábějí navijáky a další náčiní určené bezprostředně pro prodej v USA.

## Rozdíly v nástrahách
Podstatné rozdíly ve způsobech lovu mezi severoamerickými a evropskými rybáři se projevují při rybaření ve sladkých vodách. Zatímco v americkém sladkovodním rybaření má rozhodující podíl chytání na přívlač s umělými nástrahami, možná až 90 %, v Evropě je situace zcela opačná. Například na umělé nástrahy chytá pravidelně méně než 10 % britských rybářů rybařících na sladkých vodách. Tento stav věcí poskytuje rybářům na obou stranách Atlantiku spoustu možností vyzkoušet pro ně nové techniky. Například jednoduché umění vrhnout návnadu při lovu na přívlač je pro většinu britských rybářů zkušenost téměř neznámá, avšak jistě časem najdou potěšení z rybolovu těmito lehkými pruty a drobnými multiplikátory.
Každý druh ryb vyžaduje jinou techniku a jiné nástrahy. Typ nástrahy je vhodné měnit i se změnou ročního období. Ryby se s měnící teplotou vody pohybují v různých hloubkách.

## Rybolovné techniky
Existuje několik základních technik rybaření, které se liší způsobem předložení nástrahy. Patří mezi ně:
- plavaná
- položená (+ feeder)
- přívlač
- muškaření
- mořský rybolov
- surfcasting

Situace se mění, ačkoliv to jde sice pomalu, přesto stále více britských rybářů, a zvláště těch, kteří loví štiky, přecházejí z lovu s přirozenými nástrahami na americkou stranu. Naopak britská metoda chytání štik na mrtvou rybku a lov na položenou s elektronickým hlásičem záběru při chytání druhů živících se na dně se začíná ujímat i v USA. Stoupající počet rybářů se přesouvá přes Atlantik na rybářskou dovolenou a zkoušejí místní techniky a tento trend bude patrně pokračovat. Další americká technika, kterou lze velice úspěšně používat ve většině britských vod, je trolling – vláčení návnady za pohybující se lodí. Tato metoda ve spojení se sonarem vyhledávajícím ryby by mohla změnit poměry v rybaření na hlubokých britských jezerech a přehradách. Nejen u Atlantiku ale prakticky u každého pobřeží je možno chytat ryby metodou "Surfcasting" který je velmi oblíben u písečného pobřeží Francie a Španělska. U této metody je prut postaven na držáku skoro kolmo k hladině a záběr ryby indikuje citlivá špička prutu.

## Chyť a pusť
„Chyť a pusť“ je název pro nový pohled a přístup k rybaření jako sportu a oddechovému relaxu. Rybář si při něm chycené ryby neponechává na jídlo, ale vrací je do vody, často po předchozím fotografování či vážení. Součástí tohoto přístupu je šetrné zacházení s rybami, používání háčků bez protihrotů, které nepoškozují rybí tlamky apod. V Česku je popularizátorem tohoto přístupu k rybaření např. Jakub Vágner. Někteří ochránci zvířat však tento přístup kritizují, neboť ho považují za negativní zasahování do přirozeného života zvířat bez hospodářského či poznávacího významu, tedy za formu týrání zvířat.

## Ekologie a ochrana ryb
Americký výzkum konstatoval, že rybáři a lovci kontaminují životní prostředí tisíci tunami olova ročně vinou používání olověných broků a olůvek. Neuklizené rybářské vlasce a háčky mohou dále smrtelně zraňovat ryby a vodní ptáky i jiné živočichy včetně lidí. Přítomností rybářů může docházet k poškozování pobřežní vegetace a vyrušování vodních živočichů.
Jako pozitivum možno uvést, že rybáři se někdy starají o vodní plochy a okolí. Posečou trávu na břehu, posbírají odpadky nebo se snaží vodní živočichy chránit[zdroj?]. Rybáři začínají přemýšlet mnohem ekologičtěji. Moderní směry v ochraně přírody se zrodily většinou v Americe, ale brzy zapustily kořeny i v Evropě. Rybáři začínají chápat, že se rybí společenstva musí chránit a dlouhodobě a buď se musí zakázat lov v době, kdy se ryby třou, nebo se musí vysazovat ryby uměle líhnuté. V Americe zapustil kořeny způsob lovu – „chytit a pustit“, zatímco v zemích, jako je Británie, kde je tlak na rybí osádku mnohem větší, se vyvíjejí nové typy speciálního rybářského náčiní. Například při rybolovu nahrazují velké, lehké podběráky vyrobené z měkké neuzlíkaté síťoviny vylovovací háky. Stále častěji se hákem vylovují jen velké ryby určené přímo k jídlu, např. lososi a různé mořské ryby. Ostatní jsou po ulovení s co nejmenším možným poraněním vráceny zpět. Pro rybáře chytající v sladkých vodách, kteří si chtějí rybu chvíli ponechat, aby ji zvážili nebo vyfotografovali, byly zavedeny měkké nylonové vezírky. Ryby budou v těchto tmavých vezírcích ležet zcela klidně. Jsou výborné i k uložení takových druhů, jako je štika či kapr, před puštěním. (V revírech ČRS a MRS není uchovávání ryby za účelem pozdějšího vyfotografování a puštění povoleno.) Zajímavým vynálezem je také vyháčkovávací podložka, která chrání velké ryby před zraněním, jako je např. ztráta šupin, když se mrskají při vyháčkovávání.